# Artoria quadrata
Artoria quadrata là một loài nhện trong họ Lycosidae.
Loài này thuộc chi Artoria. Artoria quadrata được Volker W. Framenau miêu tả năm 2002.